# Diego Leonardo Martínez
Diego Leonardo Martínez (Comandante Nicanor Otamendi, General Alvarado, provincia de Buenos Aires, 9 de agosto de 1984) es un futbolista argentino. Juega de delantero y su actual equipo es el Arsenal de Viale en el Torneo Regional Federal Amateur.

## Trayectoria
Debutó jugando por Aldosivi en 2005. Tras no tener mucha continuidad en el club, en 2007 se va a préstamo al Alumni de Villa María por seis meses. Una vez terminado el préstamo, regresa a Aldosivi donde realiza grandes temporadas transformándose en un jugador muy querido por el público marplatense. A inicios de 2011 estuvo cerca de fichar por Universitario de Perú, pero el pase finalmente no se concretó debido a una lesión que aquejaba. A pesar de esto no bajó los brazos y pudo dar el gran salto al fútbol grande de Argentina al fichar con San Lorenzo de Almagro, club en el cual no tuvo continuidad debido a una fractura de peroné que lo alejó de las canchas varios meses. 
Luego, tras un paso fugaz por Patronato de Paraná, en el año 2013 se transforma en el nuevo jugador de Rangers de Talca. En el 2014, jugando para El Talleres realizó una temporada corta como el principal delantero titular. En esa temporada Talleres tuvo la posibilidad de ascender a la segunda división del fútbol argentino en los pies de Martínez, pero éste falló en el partido un penal crucial y dejó truncas las posibilidades del matador cordobés.

## Clubes
| Club                  | País      | Año         |
| --------------------- | --------- | ----------- |
| Aldosivi              | Argentina | 2004-2006   |
| Alianza Atlético      | Perú      | 2006        |
| Alumni                | Argentina | 2007        |
| Aldosivi              | Argentina | 2008-2011   |
| San Lorenzo           | Argentina | 2011-2012   |
| Patronato de Paraná   | Argentina | 2012        |
| Rangers de Talca      | Chile     | 2013        |
| Defensa y Justicia    | Argentina | 2013 - 2014 |
| Talleres Córdoba      | Argentina | 2014        |
| Club Atlético Atlanta | Argentina | 2015        |
| Club Unión Aconquija  | Argentina | 2016        |
| Deportivo Laferrere   | Argentina | 2017        |
| Cañuelas              | Argentina | 2017-2018   |
| Gimnasia y Tiro       | Argentina | 2018-2019   |
| Círculo Deportivo     | Argentina | 2019        |
| Liniers               | Argentina | 2020-2021   |
| Círculo Deportivo     | Argentina | 2021        |
| Arsenal (Viale)       | Argentina | 2021-Act.   |